# 拉兹格勒州
拉兹格勒州是保加利亞的一個州，位於該國東北部。面積2,637平方公里，2006年人口152,417人。州府拉兹格勒，下分为7个市镇。該州過半數居民信奉伊斯蘭教。